# Wanganella
Wanganella es un género de foraminífero bentónico considerado homónimo posterior de Wanganella Laserow, 1954, y sustituido por Cylindrocolaniella de la familia Colaniellidae, de la superfamilia Colanielloidea, del suborden Fusulinina y del orden Fusulinida. Su especie tipo era Wanganella ussuriensis. Su rango cronoestratigráfico abarcaba el Lopingiense (Pérmico superior).

## Clasificación
Wanganella incluía a las siguientes especies:
- Wanganella angusta †
- Wanganella crassisepta †
- Wanganella densa †
- Wanganella ussuriensis †